# Cratere Bineta
Bineta  è un cratere sulla superficie di Venere.